# Wiener Musikverein
De Wiener Musikverein is het concertgebouw van Wenen, waarin zich de beroemde Grote (Gouden) Musikvereinssaal bevindt. Deze zaal geldt als een van de mooiste en akoestisch beste zalen van de wereld. Een wereldwijd bekende traditie is het jaarlijks op nieuwjaarsdag terugkerende Neujahrskonzert der Wiener Philharmoniker, dat in deze zaal wordt gespeeld.

## Geschiedenis
In 1812 werd in Wenen de Gesellschaft der Musikfreunde opgericht. Vanaf 1831 organiseerde deze vereniging concerten in een kleine zaal, maar met 700 zitplaatsen bleek deze al snel te klein. In 1863 schonk keizer Frans Jozef de grond tegenover de Karlskirche. Met de bouw werd architect Theophil Hansen belast. Er moesten twee zalen komen, een grote zaal voor orkesten en een kleinere voor kamermuziek.
Met een feestelijk concert werd het gebouw op 6 januari 1870 geopend, en de akoestiek van de grote zaal werd direct geroemd. Ook de kleine zaal, die in 1937 naar Johannes Brahms werd vernoemd, oogstte direct lof. De nagalmtijd van de Goldener Saal bedraagt met publiek 2,04 seconden, en zonder publiek 3,06 seconden.
In 2002 werden vier kleinere, souterraine zalen geopend, voor conferenties, workshops en ontvangsten.

## Afmetingen

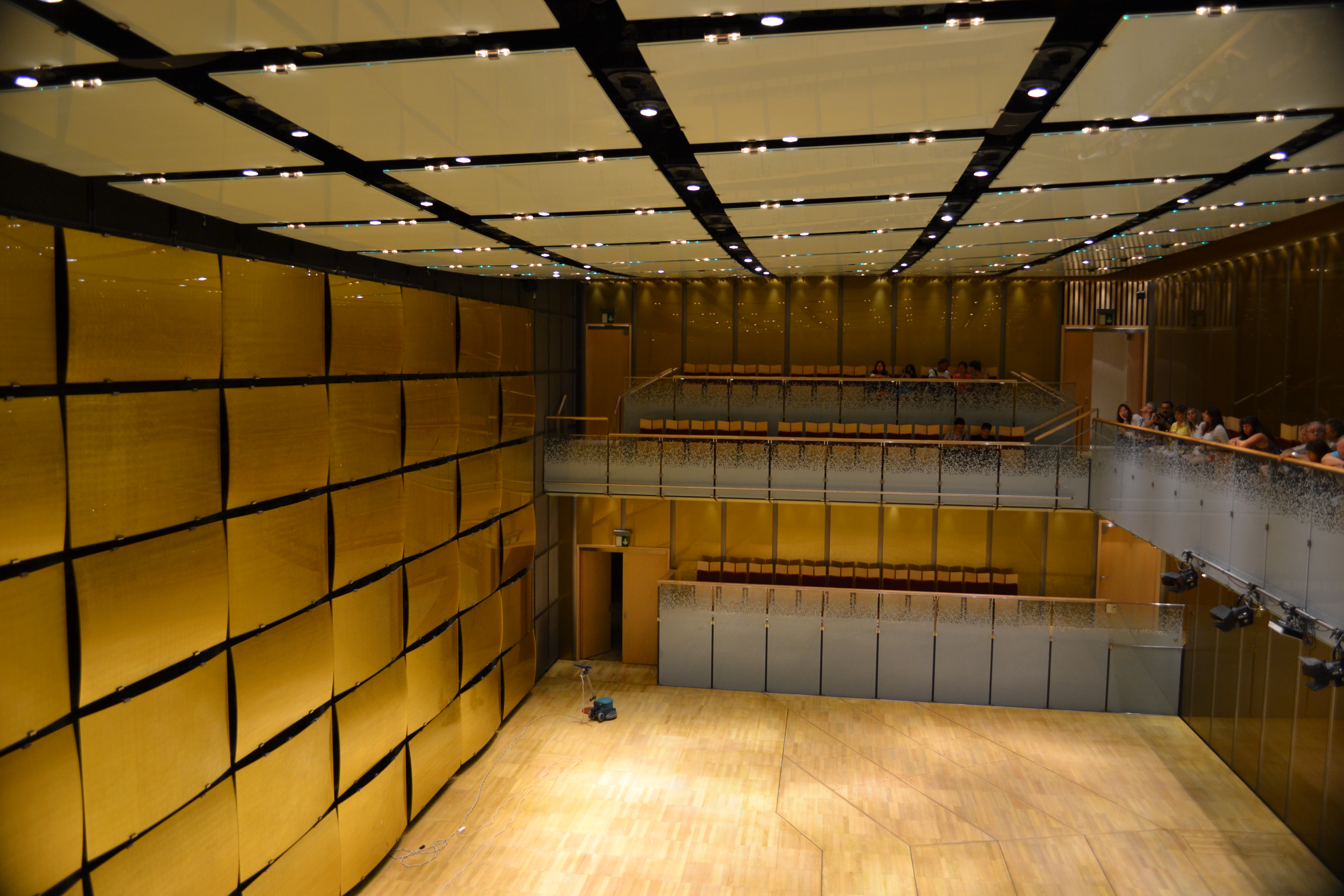
Gläserner Saal

| Zaal                                    | Oppervlakte   | Hoogte  | Capaciteit                         |
| --------------------------------------- | ------------- | ------- | ---------------------------------- |
| Großer Saal                             | 48,8 x 19,1 m | 17,75 m | 1744 zit- en ca. 300 staanplaatsen |
| Brahmssaal                              | 32,5 x 10,3 m | 11 m    | ca. 600 plaatsen                   |
| Gläserner Saal/Magna Auditorium         | 22 x 12,5 m   | 8 m     | 380 plaatsen                       |
| Metallener Saal                         | 10,5 x 10,8 m | 3,2 m   | 70 plaatsen                        |
| Steinerner Saal/Host Haschek Auditorium | 13 x ~8,6 m   | ~3,3 m  | 60 plaatsen                        |